# إيوان هورا
إيوان هورا (بالرومانية: Ioan Hora)‏ هو لاعب كرة قدم روماني في مركز نصف الجناح، ولد في 21 أغسطس 1988 في أوراديا في رومانيا. شارك مع منتخب رومانيا تحت 21 سنة لكرة القدم ومنتخب رومانيا لكرة القدم. أما مع النوادي، فقد لعب مع ستيوا بوخارست وسي إس باندوري تارغو جيو وسي إف آر كلوج وقونيا سبور ومعمورة العزيز سبور ونادي بلدية آكهيسار سبور ونادي تارغو موريش ويو تي أي أراد.

## وصلات خارجية
- إيوان هورا على موقع الاتحاد الأوربي (الإنجليزية)
- إيوان هورا على موقع اتحاد تركيا (لاعب) (الإنجليزية)
- إيوان هورا على موقع قاعدة بيانات كرة القدم.إي يو (الإنجليزية)
- إيوان هورا على موقع ناشيونال فوتبول تيمز (الإنجليزية)
- إيوان هورا على موقع Soccerway.com (الإنجليزية)
- إيوان هورا على موقع عالم كرة القدم.نت (الإنجليزية)
- إيوان هورا على موقع AS.com (الإسبانية)